# Ліса О'Нілл (тенісистка)
Ліса О'Нілл (англ. Lisa O'Neill; нар. 8 серпня 1968) — колишня австралійська тенісистка.
Найвищу одиночну позицію світового рейтингу — 145 місце досягла 4 липня 1988, парну — 123 місце — 20 листопада 1989 року.
Найвищим досягненням на турнірах Великого шолома було 3 коло в одиночному розряді.

## Фінали ITF

### Одиночний розряд (1–2)
| Легенда         |
| --------------- |
| турніри $25,000 |
| турніри $10,000 |

| Результат | Ранг | Дата              | Турнір              | Покриття | Суперниця    | Рахунок  |
| --------- | ---- | ----------------- | ------------------- | -------- | ------------ | -------- |
| Поразка   | 1.   | 10 березня 1985   | Мельбурн, Австралія | Тверде   | Вікі Марлер  | 1–6, 2–6 |
| Поразка   | 2.   | 13 листопада 1989 | Аделаїда, Австралія | Тверде   | Гана Ґай     | 3–6, 3–6 |
| Перемога  | 1.   | 14 березня 1993   | Водонга, Австралія  | Трава    | Джейн Тейлор | 6–2, 6–4 |

### Парний розряд (3–0)
| Результат | Ранг | Дата            | Турнір              | Покриття | Партнерка           | Суперниці                      | Рахунок  |
| --------- | ---- | --------------- | ------------------- | -------- | ------------------- | ------------------------------ | -------- |
| Перемога  | 1.   | 22 вересня 1985 | Бостон, США         | Тверде   | Луїс Філд           | Коллін Карні Мішелл Терк       | 6–4, 6–1 |
| Перемога  | 2.   | 31 жовтня 1986  | Сідней, Австралія   | Тверде   | Мішелл Джаггерд-Лай | Ніколь Брадтке Луїс Філд       | w/o      |
| Перемога  | 3.   | 6 березня 1988  | Канберра, Австралія | Трава    | Дженін Томпсон      | Рейчел Макквіллан Ренне Стаббс | 6–3, 7–5 |